# Abstrakcja (matematyka)
Abstrakcja – sposób rozumowania leżący u podstaw matematyki, polegający na odrzuceniu części cech przedmiotów fizycznych w celu wyeksponowania cech pożądanych. Wszystkie obiekty matematyczne powstały na tej drodze. Utworzone w ten sposób obiekty są obiektami idealnymi, a nie realnymi.
Abstrakcja często przybiera formy abstrakcji wielostopniowej. Przykładem może być geometria Euklidesa, która stworzyła system obiektów i związków między nimi, bazując na pierwotnych abstrakcjach punktu i prostej. Następnie na tej bazie powstały przestrzenie metryczne, jako abstrakt abstraktu, a w końcu przestrzenie topologiczne jako abstrakt przestrzeni metrycznych.
Od strony formalnej abstrahowanie polega często na wprowadzaniu w klasie obiektów relacji równoważności i badaniu klas abstrakcji takich relacji. Stąd klasy elementów równoważnych nazywa się klasami abstrakcji.
W matematyce współczesnej spotyka się też metodę uzyskiwania pojęć abstrakcyjnych drogą idealizacji. Polega ona na wyobrażeniu sobie własności czy cech w rzeczywistości nie występujących. Przykładem może tutaj być idea nieskończoności, która leży u teoriomnogościowych podstaw matematyki. Związane z tą ideą są takie pojęcia jak moc zbioru, różne rodzaje nieskończoności {\displaystyle \{\aleph _{0},\aleph _{1},\dots \},} liczby porządkowe, indukcja pozaskończona, pewnik wyboru itp. U podstaw tej idei leżało odkrycie faktu, że zbiór liczb naturalnych nie jest równoliczny ze zbiorem liczb rzeczywistych.

## Przykłady
- Punkt w przestrzeni jest abstraktem miejsca (zapewne stąd wzięła się na przykład nazwa metoda miejsc geometrycznych). Każde miejsce ma w rzeczywistości swój kolor, strukturę, twardość itp., ale punkt abstrahuje od tych cech.
- Każda figura w geometrii euklidesowej jest abstraktem.
- Płaszczyzna euklidesowa jest abstraktem powierzchni Ziemi i jest to użyteczne np. w geodezji. Abstrahuje się w tym wypadku od drobnych (lub nawet większych) nierówności terenu.
- Zbiór jest abstraktem. Abstrahujemy tutaj od wszystkich cech jego elementów poza tym, że są one elementami tego zbioru.
- Tak zwany paradoksalny podział kuli Banacha-Tarskiego jest twierdzeniem abstrakcyjnym ze względu na korpuskularną naturę Świata. Ponadto jest przykładem roli idealizacji w odkrywaniu nowych własności obiektów znanych od dawna.